# Hyena (曲)
「Hyena」（ハイエナ）は、the GazettEの楽曲。流鬼が作詞、the GazettEが作曲を手掛けた。the GazettEの11枚目のシングルとして2007年2月7日発売。初回特典は「Hyena」PV付属。

## 収録曲
1. Hyena 
（作詞:流鬼/作曲:the GazettE）
RUKI原曲。
2. 千鶴
（作詞:流鬼/作曲:the GazettE）
麗原曲。映画『アパートメント』日本語版テーマソング。
3. Defective Tragedy 
（作詞:流鬼/作曲:the GazettE）
葵原曲。
「Hyena-Auditory Impression-」のみに収録。